# We Don't Have to Be Over 21 (To Fall in Love)
We Don't Have to Be Over 21 (To Fall in Love) is de tweede single van The Jackson 5 origineel uitgebracht door Steeltown Records in 1968 met Jam Session als B-kant. De eerste opdruk vermeldt #682 en als tweede producer Sandy Wilborn. Een recentere opdruk vermeldt geen nummer, geen tweede producer maar wel de distributeur (V.W.M. Distributers).
Hetzelfde nummer werd uitgebracht door Dynamo Records onder de titel You Don't Have To Be Twenty One To Fall In Love (2:18) met Some Girls Want Me For Their Lover als B-kant.